# つがる市立稲垣中学校
つがる市立稲垣中学校（つがるしりつ いながきちゅうがっこう）は、青森県つがる市稲垣町豊川にある公立中学校。

## 概要
- 本校は、旧稲垣村中心部にあり、旧稲垣村域が学区となっている。

## 沿革
- 1947年（昭和22年）
  - 4月1日 - 学校教育法（旧法）施行により、稲垣村立稲垣中学校設立。
  - 4月22日 - 開校式挙行。
- 1949年（昭和24年）
  - 8月31日 - 新校舎（第一期工事）完成。
  - 9月7日 - 校舎第一期工事落成。
- 1951年（昭和26年）
  - 3月10日 - 校歌制定。
  - 8月20日 - 校舎第二期工事落成。
- 1952年（昭和27年）7月22日 - 第三期工事落成。同日、校旗樹立。
- 1967年（昭和42年）
  - 4月1日 - 特殊学級設置。
  - 9月13日 - 創立二十周年記念式典挙行。
- 1975年（昭和50年）
  - 4月1日 - 稲垣第二中学校を統合。
  - 7月30日 - 稲垣中学校統合新校舎落成式挙行。
- 1985年（昭和60年）9月10日 - 統合十周年記念式典挙行。
- 2005年（平成17年）2月11日 - 木造町、森田村、柏村、稲垣村、車力村の1町4村が合併した、つがる市発足により、つがる市立稲垣中学校に改称。

## 学区
- つがる市の旧稲垣村全域。

## 周辺
- 稲垣総合運動場
- 稲垣ふれあいセンター
- つがる市役所稲垣支所
- 稲穂いこいの里
- つがる市消防署稲垣分署
- つがる市立稲垣小学校
- 岩木川

## アクセス
- 弘南バス豊川線・つがる市地域内交通下繁田再賀線「元増」バス停下車後、徒歩約200m・約3分。
- つがる市中心部から約11km、車で約20分。

## 著名な出身者
- 小島和恵（元女子マラソン選手） - 1980年（昭和55年）度卒業
- 盛風力秀彦（元大相撲力士、最高位十両） - 1981年（昭和56年）度卒業
- 大坂谷啓生（元プロ野球選手(育成)） - 2007年（平成19年）度卒業
- 境紗里奈（バレーボール選手：日立リヴァーレ） - 2012年（平成24年）度卒業
- 野呂加南子（バレーボール選手：東レアローズ） - 2015年（平成27年）度卒業

## 参考資料
- 『稲垣村制百年の歩み』（稲垣村・平成元年5月30日発行）346頁～368頁「年表」
- 『青森県教育史 別巻』（青森県教育委員会・昭和48年12月20日発行）904頁～905頁「学校沿革 中学校 稲垣中学校」